# Sylvia dohrni
Sylvia dohrni é uma espécie de ave da família Sylviidae.
É endémica de São Tomé e Príncipe.